# Peugeot Type 1
Peugeot Type 1 è il nome non ufficiale con cui si indica una vettura sperimentale a vapore su tre ruote, realizzata da Leon Serpollet dal 1889 al 1890, in collaborazione con Armand Peugeot. È considerata perciò come la prima Peugeot della storia, anche se pure tale considerazione risulta solo ufficiosa in quanto non condivisa universalmente da tutti gli storici dell'automobile. Può anche essere infatti considerata come la prima vettura prodotta dalla Serpollet ed infatti può capitare di trovarla sotto il nome di triciclo Peugeot-Serpollet o anche triciclo Serpollet-Peugeot.

## Storia
La genesi di questo prototipo di vettura affonda le sue radici nei tentativi del francese Léon Serpollet di proporre una vettura in grado di muoversi senza bisogno di propulsione muscolare, come invece accadeva nel caso delle carrozze o delle biciclette. Si tratta in effetti di uno dei primi progetti di autovettura: in Francia stava diffondendosi il motore a vapore, mentre in Germania era in fase di studio il motore a combustione interna.

La nascita di questa vettura vede inoltre i tentativi di Armand Peugeot di inserirsi in ogni settore della meccanica e della lavorazione dell'acciaio. La sua azienda, frutto di un'evoluzione secolare da parte dei suoi avi, stava andando a gonfie vele, grazie alla capacità imprenditoriale di Armand stesso e a suo tempo dei suoi genitori e nonni. Dopo aver cominciato con successo la produzione di biciclette, Armand cominciò ad interessarsi alla costruzione di un'autovettura, per vagliare eventuali possibilità di uno sbocco produttivo: all'epoca l'automobile era ancora solo nelle menti di pochi progettisti dalla mente più che brillante, per cui si andava a tentativi. Dato il fermento presente in Francia per quanto riguardava i motori a vapore, motori che Armand Peugeot aveva avuto modo di conoscere da vicino durante un viaggio di studio a Leeds (Inghilterra), una volta tornato in Francia prese contatto con Léon Bollée, uno dei massimi costruttori di vetture a vapore dell'epoca. Obiettivo di tale contatto era quello di accordarsi per la costruzione di una vettura a vapore. Ma l'affare non andò in porto ed Armand Peugeot contattò successivamente Léon Serpollet, con il quale cominciò subito un rapporto di collaborazione che nel 1889 portò i due alla costruzione del triciclo a vapore che molti storici classificano tra la produzione Peugeot, ma molti altri invece non sono dello stesso parere.

La vettura, parecchio somigliante alle Benz Velociped di ultima generazione (va ricordato infatti che il triciclo tedesco venne prodotto in alcuni esemplari, ognuno diverso dall'altro perché ognuno frutto di evoluzioni rispetto all'esemplare precedente), venne esposta alla Exposition Universelle di Parigi, tenutasi dal 6 maggio al 6 novembre del 1889: la vettura in realtà non riscosse molto successo, ma già in fase di progetto Armand Peugeot si accorse dei limiti imposti dal motore a vapore, vale a dire un ingombro abnorme della caldaia ed un conseguente peso eccessivo dell'intero veicolo. 

Per questi motivi, dopo quattro esemplari sperimentali, il triciclo a vapore Serpollet-Peugeot venne accantonato momentaneamente: Peugeot si convertì ai motori a scoppio, mentre Serpollet avrebbe ripreso il progetto del triciclo nel 1890, perfezionandolo e portandolo a compiere alcuni exploit di rilievo come il viaggio da Parigi a Lione. Venne inoltre prodotto in alcuni esemplari, che vennero venduti ad alcuni facoltosi clienti, tra cui un vertice della Peugeot stessa. Ma a questo punto, si trattava di un progetto che vedeva unicamente Léon Serpollet come ideatore, e non più Armand Peugeot.

Nel 1931, parecchi anni dopo la morte di Serpollet, il triciclo Serpollet-Peugeot venne ceduto al Conservatorio Nazionale delle Arti e dei Mestieri di Parigi.